# Jutta Hempel
Jutta Hempel (nascida em 27 de setembro de 1960, em Flensburgo) é uma ex-prodígio do xadrez alemão.

## Carreira no xadrez
Hempel mostrou notável aptidão para o jogo em uma idade jovem - aos três anos ela podia assistir a um jogo de xadrez e jogá-lo de memória, e aos quatro anos ela estava jogando competitivamente no Centro Juvenil em Flensburgo. Aos cinco anos, Hempel era a melhor jogadora júnior em Flensburgo. Em seu sexto aniversário, Hempel realizou a façanha impressionante de marcar 9.5-2.5 em uma exibição simultânea de quatro horas. Em sua próxima exibição simultânea, que aconteceu na praça da cidade, Hempel venceu com um placar decisivo de 9-1. Hempel venceu o campeonato júnior de Flensburgo aos sete anos. Ela também jogou seis partidas simultâneas de xadrez com os olhos vendados. Quando ela tinha oito anos, Hempel continuou a fazer exposições simultâneas, algumas das quais eram transmitidas pela televisão. Aos nove anos, Hempel conseguiu vencer um concurso de resolução de problemas de xadrez. Talvez sua realização mais impressionante tenha sido seus dois empates contra o Mestre Internacional Jens Enevoldsen aos 9 anos de idade.

## Vida pessoal
Quando adulta, Hempel frequentou a escola de negócios em Kiel e trabalhou para um banco por um tempo. Ela se casou em 1986 e se recusou a seguir carreira no xadrez.